# Сливенци при Драва
Сливенци при Драва е военен марш на Дико Илиев, посветен на 11-и пехотен Сливенски полк. С марша Радио „София“ открива програмата си в продължение на 15 години.

## Създаване
По време на Втората световна война Дико Илиев е бил музикант в 36-и пехотен Козлодуйски полк в Оряхово. От май до ноември на 1947 г. той е в оркестъра на 11-и пехотен Сливенски полк. Полка е участвал в Дравската отбранителна операция и вдъхновен от разказите и героизма на полка, Дико Илиев написва марша, след което пише молба до командира на полка, в която се казва:
Моля да ми се разреши да поднеса моя скромен дар, а именно един походен марш с надслов „Сливенци при Драва“, който посвещавам на поверения Ви славен 11-и пехотен Сливенски на хаджи Димитър полк. Марша написах по случай превеждането ми на служба в полка. Като пожелавам звуците на тоя марш да отекнат из цялата наша Родина и напомнят на подрастващите наследници на Сливенския полк, че той е взел живо участие в Отечествената война и се е бил храбро и достойно срещу фашистките поробители, които е изгонил чак до реката Драва. 
Нека под звуците на този марш се каляват и вдъхновяват бъдещите последователи на хаджидимитровия полк и обещаят, че ще пазят родината ни тъй, както техните предшественици“.

Дата: 10 юли 1947 г.
По заповед на командира на полка в центъра на Сливен се построява целият полк. Там се и жители на селото. На сцената се изкачва оркестърът на полка и няколко мига след това прозвучава първото публично изпълнение на новия марш. Във войнишките редици е тихо и тържествено. Някаква тръпка преминава през тях. Техните лица са с особено изражение. В съзнанието им се редят картините на боя, отеква ехото на оръдията, редят се спомените за загиналите герои. 
И когато маршът свърши, те спонтанно викали „Ура“.